# Рубиновый колибри
Руби́новый коли́бри (лат. Chrysolampis mosquitus) — вид птиц из семейства колибри.

## Описание
Очень маленький колибри, длина тела которого составляет 8—9,5 см, размах крыльев — 12 см, масса — 2,5—5 г.
Оперение самца сверху окрашено в тёмно-коричневый цвет с оливковым блеском. На голове сверху блестящая рубиново-красная корона (иногда оранжевая), горло и грудь переливаются золотым (иногда изумрудно-зелёным), хвост насыщенного каштанового цвета с чёрным кончиком. Оперение самки сверху окрашено в медно-зелёный цвет, а спереди в бледно-серый, у некоторых птиц от подбородка до груди проходит зеленовато-золотистая полоса. Центральные рулевые перья у самок оливково-зелёные, остальные — рыжевато-каштановые с пурпурно-чёрными полосами около края и белыми кончиками. Молодые птицы похожи на взрослых самок, у них тёмно-фиолетовая внешняя часть хвоста с белыми кончиками перьев, за глазом белое пятно. Молодых самцов можно перепутать с другими колибри; отличительной особенностью является рыжий цвет на наружных рулевых перьях и необычная форма головы. У рубинового колибри короткий чёрный прямой клюв; у самок клюв обычно длиннее, чем у самцов.
Будучи на высоком насесте самцы могут издавать пронзительные крики «tliii…tliii…tliii».

## Распространение
Ареал рубинового колибри простирается от востока Панамы и запада Колумбии до Венесуэлы и Гвианы, а затем через северо-восток и центральную часть Бразилии  до востока Боливии. Рубиновый колибри обитает также на Малых Антильских островах (Аруба, Кюрасао, Бонайре, Тринидад и Тобаго). Площадь его непосредственного ареала (англ. extend of occurence) составляет 10 700 000 км².
Рубиновый колибри обитает в саванне на высоте от уровня моря до 1700 метров, но наиболее многочисленны на высоте ниже 500 метров. Современные исследователи не отмечают размножение птиц на больших высотах. Встречается на речных островах. Птиц отмечали в национальных парках Тайрона в Колумбии и Серра-да-Капивара на северо-востоке Бразилии. Плотность расселения в кустарниках на юго-западе Тринидада составляет не менее 6—8 пар на км².
Рубиновый колибри осуществляет сезонные миграции. В долину реки Cauca в Колумбии они прибывают в мае и покидают её в сентябре, почти не встречаются в Тринидаде и Тобаго с августа по ноябрь, редко встречаются к северу от Гренады. В Парана в Бразилии птиц отмечают с октября по апрель, а в Бахия — с января по май, исключительно в сезон дождей. В Бразилии птицы перелетают в направлении север-юг, а отметки в Амазонии,  преимущественно относятся к мигрирующим особям. Сделанные в ноябре и апреле наблюдения птиц на севере Боливии скорее всего также относятся к миграции. Вдоль побережья Гвианы, Венесуэлы и Колумбии рубиновые колибри перелетают в направлении восток-запад по долинам рек Каука и Магдалена.
Международный союз охраны природы относит рубинового колибри к LC. Как и все представители семейства он внесён во второе приложение СИТЕС. До 1970 года рубиновый колибри был самым популярным объектом международной торговли колибри в Бразилии.

## Питание
Рубиновый колибри питается нектаром цветущих кустарников, деревьев разной высоты, культурных растений, кактусов, в частности, представителей родов Russelia, Cajanus, Isertia, Melocactus, Citharexylum, Samanea, Cordia, Palicourea, Sarcopera, Lantana, Inga. Известно также кормление нектаром по меньшей мере одного рода лиан — Arrabidaea.  Может ловить в воздухе мелких насекомых, в частности, Areneae, а также охотится на членистоногих в листве.
Рубиновый колибри добывает нектар с цветущих кустарников и деревьев от подлеска до самых верхушей деревьев. Предпочитает открытые пространства или сады. Самец защищает свои кормовые территории. Агрессивное поведение может демонстрировать в отношении других рубиновых колибри, но также доминирует над Chlorostilbon lucidus.

## Размножение
В Тринидаде и Тобаго, Венесуэле и Французской Гвиане сезон размножения рубинового колибри приходится на период с декабря по июнь, в Бразилии — с сентября по март.
В развилке мелкой ветки или на самой ветке на высоте 1—4 метра над землёй (иногда до 8 метров) самка строит чашеобразное гнездо из тонких растительных волокон и паутины, маскируя его снаружи лишайниками или кусками коры. Высота гнезда составляет 30 мм, внешний диаметр — 40 мм, внутренний — 25 мм. Как и другие колибри, самка рубинового откладывает два белых яйца. Размеры яиц в среднем составляют 11,8-14,2 мм × 8,4-9 мм, масса — 0,45 г. Самка насиживает яйца 15—16 дней.
Появившиеся на свет птенцы чёрные, спина покрыта редким коричневатым пухом. Птенцы вылетают из гнезда через 19—22 дня (в некоторых источниках остаются в гнезде до 28 дней). На второй год готовы к размножению.

## Систематика
Рубиновый колибри был впервые описан шведским натуралистом Карлом Линнеем в «Системе природы» в 1758 году под названием Trochilus mosquitus.
Международный союз орнитологов относит данный вид к монотипичному роду Chrysolampis. Некоторые учёные выделяют также вид Chrysolampis chlorolaema, обитающий в Бахии на востоке Бразилии, однако обычно он считается гибридом рубинового колибри и черногорлого манго(Anthracothorax nigricollis).